# Saviano
Saviano là một đô thị ở tỉnh Napoli ở vùng Campania, cách khoảng 25 km về phía đông bắc của Napoli. Tại thời điểm ngày 31 tháng 12 năm 2004, đô thị này có dân số 15.114 người và diện tích là 13,8 km².
Saviano giáp các đô thị: Nola, San Vitaliano, Scisciano, Somma Vesuviana.
Đô thị này được lập năm 1867 thông qua việc sáp nhập Sirico cũ (từ đó gọi là Saviano) và Sant'Erasmo. Đô thị này đã thuộc tỉnh Terra di Lavoro cho đến năm 1927.